# Пальшина-Придатко, Антонина Тихоновна
Антони́на Ти́хоновна Па́льшина-Прида́тко (8 [20] января 1897, Шевырялово, Вятская губерния — 8 февраля 1992, Сарапул, Удмуртия) — участница Первой мировой войны, кавалер двух Георгиевских крестов и двух Георгиевских медалей.

## Биография
Родилась Антонина Пальшина 21 января 1897 года в деревне Шевырялово Сарапульского уезда Вятской губернии в многодетной крестьянской семье. Родители её умерли рано.
Училась в церковно-приходской школе, пела в церковном хоре. После её окончания 10-летняя Антонина переехала в Сарапул к старшей сестре, где стала работать в швейной мастерской В 1913 году уехала в Баку и устроилась на работу в булочную.

### Первая мировая война
В 1914 году, когда началась Первая мировая война, Антонина остригла волосы, купила старое солдатское обмундирование и под именем Антона Пальшина ушла добровольцем на фронт. Узнав, что проще попасть в кавалеристскую часть, купила у раненого солдата лошадь и была направлена во 2-й Кавказский артиллерийский полк. Под турецкой крепостью Гасанкола в бою после гибели командира эскадрона повела бойцов в атаку, разбив врага. В этом бою она получила ранение, в лазарете её тайна была раскрыта. Антонина решила пойти воевать на другой фронт. Но на вокзале при проверке документов её задержала полиция. После выяснения личности девушку отправили по этапу в Сарапул.
Там она окончила краткосрочные курсы сестер милосердия военного времени, и в апреле 1915 года её направляют на Юго-Западного фронта в город Львов для работы в эвакогоспитале. Она самоотверженно трудилась, но, по её словам, её «тянуло на передовую линию».
В мае 1915 года, переодевшись в форму умершего солдата, Антонина дошла до линии фронта (первые полтора суток — пешком, затем пристала к одному из следовавших на фронт обозов). «Солдат Антон» был определён в 75-й пехотный Севастопольский полк 8-й армии Юго-Западного фронта. За успешный захват «языка» получила первую Георгиевскую медаль, через неделю — вторую за самоотверженный вынос раненых с поля боя. Вскоре её тайна была раскрыта, однако из армии Антонину Пальшину не уволили ввиду больших заслуг. Осенью 1915 года за взятие высоты на реке Быстрице и за мужество, проявленное во время боя под Черновцами Пальшину наградили Георгиевским крестом 4-й степени, присвоили звание ефрейтора и назначили командиром отделения. После боев в Карпатах генерал Брусилов лично вручил ей Георгиевский крест 3-й степени и сообщил о присвоении звания младшего унтер-офицера. После ранения в феврале 1917 года Пальшина попала в военный лазарет в Киеве, где пролежала до лета. Вернуться в свой полк Пальшиной не довелось. Потом по линии Красного Креста перевозила раненых от Батума до Одессы.

### Гражданская война
В сентябре 1917 вернулась в Сарапул. С января 1918 года примкнула к большевикам и работала машинисткой, а затем сотрудником исполкома в городе Сычёвка. Там она вышла замуж за председателя Сычевской ЧК и будущего комиссара 4-й кавалерийской дивизии 1-й Конной армии Григория Фролова. 28 апреля 1919 года у них родился сын Сергей. Оставив сына на попечение родителей мужа в Сычевке и они вместе ушли на фронт. Участвовали в боях за города Ростов-на-Дону, Ставрополь, Краснодар. С 1920 по 1923 год Антонина работала в Новороссийске сотрудником ЧК Черноморской губернии. Некоторое время работала медсестрой Адлерской больницы. В 1921 году в фонд помощи голодающим сдала свои георгиевские награды.

### Дальнейшая жизнь
В 1923 году у неё родился второй сын — Борис, в 1930-м — третий сын Юрий. В 1927 году, расставшись с мужем, вернулась с двумя детьми в Сарапул, а в 1932 году вышла замуж за рабочего Г. С. Придатко. В 1934 году семья переехала в Среднюю Азию.
Во время Великой Отечественной войны муж ушел добровольцем и погиб на фронте в 1943 году. Антонина просилась добровольцем на фронт, но ей было отказано из-за возраста и болезни. Незадолго до гибели мужа она вернулась в Сарапул. Сдала облигаций госзаймов на 16 тысяч рублей, посылала солдатам на фронт посылки с тёплыми вещами. Квартиру сдала эвакуированным, жила и работала в пригородном колхозе «Красный путиловец», а также на лесозаготовках за Камой. После окончания войны до выхода на пенсию в 1956 году работала сестрой-хозяйкой в Сарапульской городской больнице. В последние годы жизни Антонина Тихоновна Пальшина регулярно перечисляла часть своей пенсии в Фонд мира.
Старший сын Сергей стал лётчиком-испытателем в Звёздном городке, во время визитов к нему Антонина встречалась с Юрием Гагариным, Германом Титовым, Андрияном Николаевым, Валерием Быковским, Павлом Поповичем и его женой Мариной, которая посвятила ей одну из глав своей книги «Жизнь-вечный взлёт». Средний сын Борис погиб в Средней Азии в 1930-х. Младший сын Юрий — инженер, жил в городе Судак Крымской области.
Была удостоена звания почётного гражданина Сарапула в 1987 году, в год своего 90-летнего юбилея. Скончалась в Сарапуле на 96-м году жизни. Похоронена на месте почётного захоронения городского кладбища № 2.

## Память
- Народный художник Удмуртии Пётр Семёнов написал портрет Пальшиной, народный писатель Удмуртии Семён Самсонов — повесть «Выжыкыл ӧвӧл та» («Не сказка — быль»), композитор Геннадий Корепанов-Камский — оперу «Россиянка».
- Документальные памятники об Антонине Тихоновне — более трёхсот документов, фотографий, книг, её личных вещей — хранятся в Музее истории и культуры Среднего Прикамья (Сарапул), в их числе дневники-воспоминания. Они впервые были подготовлены и опубликованы журналистом А. Артамоновым в газете «Удмуртская правда» (1997, 22 янв.)[4].
- В 2001 году документальной студией «Центр» был снят фильм «XX век. Великая Россия». Одна из серий посвящена Антонине Пальшиной[1].
- В 2016 году в Сарапуле был открыт памятник Антонине Пальшиной[5].